# كورغاننسك
كورغاننسك (الروسية: Курганинск) هي إحدى مدن روسيا في الكيان الفدرالي الروسي كراسنودار كراي.